# Breuberg
Breuberg är en stad i Odenwaldkreis i Regierungsbezirk Darmstadt i förbundslandet Hessen i Tyskland. Kommunen bildades 1 oktober 1971 genom en sammanslagning av staden Neustadt och kommunerna Hainstadt, Sandbach och Wald-Amorbach.